# Arraso
Arraso – miejscowość w Hiszpanii, w Aragonii, w prowincji Huesca, w comarce Alto Gállego, w gminie Sabiñánigo.
Według danych INE z 1999 roku miejscowość zamieszkiwało 7 osób. Wysokość bezwzględna miejscowości jest równa 951 metrów.